# Window of the World
Công viên Cửa sổ Thế giới (tiếng Trung: 世界之窗; bính âm: Shìjiè zhī Chuāng; tên gọi khác 小人国) là một công viên theo chủ đề nằm ở phía tây của thành phố Thâm Quyến, tỉnh Quảng Đông, Trung Quốc. Công viên này có khoảng 130 công trình thu nhỏ của các kiến trúc/cảnh quan thu hút du lịch nổi tiếng nhất trên thế giới, trên diện tích 48 ha. Một tháp Eiffel cao 108 m có thể nhìn toàn cảnh công viên, và các công trình đặc trưng khác như Kim tự tháp và đền Taj Mahal.

## Giao thông
Từ cuối năm 2004, khi tuyến Shenzhen Metro khánh thành, du khác có thể đến điểm tham quan này bằng tàu điện ngầm từ tuyến số 1 (Line 1) ở ga Shijiezhichuang.

## Danh sách các công trình kiến trúc thu nhỏ ởWindow of the World

### khu vựcchâu Âu
- Pháp
  - Tháp Eiffel, Khải Hoàn Môn, Kim tự tháp kính Louvre, Nhà thờ Đức Bà Paris và the fountains of the Vườn Luxembourg tại Paris
  - Lâu đài Versailles gần thị trấn Versailles, Île-de-France
  - Tu viện ở Mont-Saint-Michel, Normandie
  - Pont du Gard, Vers-Pont-du-Gard, Languedoc-Roussillon
- Đức
  - Nhà thờ chính tòa Köln của Köln, Nordrhein-Westfalen
- Hy Lạp
  - Acropolis của Athena, Attica
- Ý
  - Đấu trường La Mã, Trevi Fountain và Spanish Steps của Roma, Lazio
  - Tháp nghiêng Pisa và nằm cạnh nhà thờ Pisa, Toscana
  - Piazza della Signoria của Firenze, Toscana
  - Các kênh đào và Quảng trường San Marco ở Venezia, Veneto
  - Núi Matterhorn, chia cắt giữa thung lũng Aosta và Valais của Thụy Sĩ
- Hà Lan
  - Cảnh đẹp đặc trưng của Hà Lan, với cối xay gió và hoa tulip
- Nga
  - Tường và tháp đồng hồ của Điện Kremlin và Nhà thờ chính tòa Vasily Blazhenny ở Moscow,
  - Cung điện Mùa đông ở Sankt-Peterburg
- Tây Ban Nha
  - Court of the Lions thuộc phức hợp Alhambra, ở Granada, Andalusia
  - Park Güell ở Barcelona, Catalonia
- Thụy Sĩ
  - Núi Matterhorn (chỉ thấy phần ở Ý);
- Anh
  - Cung điện Westminster, Cung điện Buckingham, Cầu Tháp Luân Đôn ở Luân Đôn, England
  - Stonehenge, gần Salisbury, England

### Khu vựcchâu Á
- Wat Phra Kaew, Thái Lan Đền Borobudur
- Cung điện Gyeongbokgung, Hàn Quốc
- Đền Itsukushima, Nhật Bản

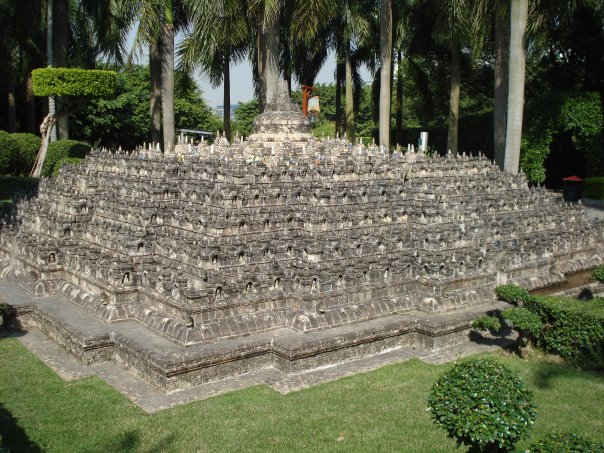
Đền Borobudur

- Thành Shirasagi ở Himeji, Nhật Bản
- Đền Mặt Trời, India
- Borobudur, Indonesia
- Angkor Wat, Campuchia
- Taj Mahal, Ấn Độ
- Chùa Shwedagon, Myanmar
- Tháp Kuwait
- Merlion, Singapore
- Kek Lok Si, Malaysia
- Núi Phú Sĩ, Nhật Bản
- Swoyambhunath, Nepal
- Chùa Một Cột, Việt Nam

### Khu vựcchâu Đại Dương
- The Dwelling-Houses of the Māori inhabitants, New Zealand
- Nhà hát Opera Sydney, Úc
- The 100-Metre High Fountain
- Uluru (Ayers Rock), Úc

### Khu vựcchâu Phi
- Kim tự tháp và Sphinx of Giza, Ai Cập
- Đền Abu Simbel, Ai Cập
- Hải Đăng Alexandria, Ai Cập
- The Dwelling-Houses of African inhabitants

Skyscrapers of the Manhattan borough of New York, New York, U.S.A.

- Ivory Gate, Kenya
- Safari Park châu Phi, Kenya

### Khu vựcchâu Mỹ
- Hoa Kỳ
  - Disneyland
  - Mount Rushmore National Memorial
  - Nhà Trắng
  - Manhattan borough của New York, New York
  - Tượng Nữ thần tự do
  - Washington Capitol
  - Jefferson Memorial
  - Lincoln Memorial Hall

Khác
- Núi Corcovado, Brazil
- Tòa nhà quốc hội Barasil, Parliament of Brasilia, Brazil
- Totem-Poles của người da đỏ Bắc Mỹ
- Statues of Warriors, Mexico
- Globose, Mexico
- Statues of Easter Island, Chile
- Linear Drawings at Nasca, Peru

### Các khu vực khác

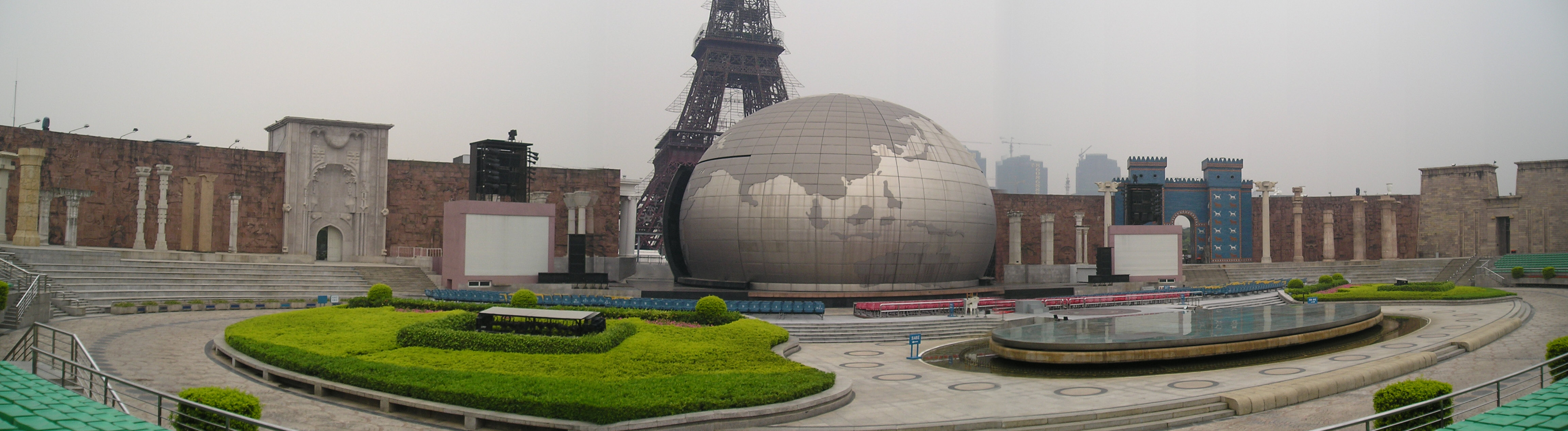
Toàn cảnh lối vào

- Asia-style Street
- Islamic Street
- Church of Europe-Style Street
- Johann Strauss Music Square, Áo
- The Square of the Atmosphere
- Garden of World Sculptures